# Columbine Valley
Columbine Valley es un pueblo ubicado en el condado de Arapahoe en el estado estadounidense de Colorado. En el año 2000 tenía una población de 11.132 habitantes y una densidad poblacional de 419,3 personas por km².

## Geografía
Columbine Valley se encuentra ubicada en las coordenadas 39°35′58″N 105°2′14″O / 39.59944, -105.03722.

## Demografía
Según la Oficina del Censo en 2000 los ingresos medios por hogar en la localidad eran de $11.819, y los ingresos medios por familia eran $13.095. Los hombres tenían unos ingresos medios de $0 frente a los $4.177 para las mujeres. La renta per cápita para la localidad era de $7.758. Alrededor del 70,5% de la población estaban por debajo del umbral de pobreza.